# John Sinclair (hudebník)
John Sinclair (*12. dubna 1952) je anglický klávesista, který hrál ve skupinách Babys, Heavy Metal Kids, Savoy Brown, The Cult, nejvíce je znám pro působení ve skupině Uriah Heep a skupině Ozzy Osbournea. Je též uváděn jako autor klávesových partů ve filmu This Is Spinal Tap.
V současné době je Sinclairovou profesí hypnoterapie.

## Diskografie
s umělci a skupinami:

### Babys
- Head First (1978)

### Black Sabbath
- Under Wheels of Confusion 1970–1987

### The Cult
- Pure Cult

### Dunmore
- Dunmore

### Richard Grieco
- Waiting for the Sky To Fall

### Gary Farr's Lion
- Running All Night (1980)

### Heavy Metal Kids
- Kitsch
- Chelsea Kids

### Uriah Heep
- Abominog (1982)
- Head First (1983)
- Equator (1985)

### Ozzy Osbourne
- No Rest for the Wicked (1988)
- Just Say Ozzy (live-1989)
- No More Tears (1991)
- Live & Loud (1993)
- The Ozzman Cometh Compilation
- Live at Budokan (live)
- Prince of Darkness Compilation box-set

### Cozy Powell
- The Drums Are Back

### Savoy Brown
- Rock 'N' Roll Warriors
- Raw Live 'N Blue

### Shy
- Brave The Storm

### Spinal Tap
- This Is Spinal Tap

### ROADWAY
- The EP (2011)